# Vicente Ithier
Vicente Ithier Morales (22 aprile 1962) è un ex cestista portoricano.

## Carriera
Con Porto Rico ha disputato i Giochi olimpici di Seul 1988.